# Любегощь
Любегощь — деревня в Дятьковском районе Брянской области, в составе Ивотского городского поселения. Расположена в 12 км к западу от посёлка городского типа Ивот, в 6 км к юго-западу от деревни Сельцо. Население — 26 человек (2010).

## История
Упоминается с 1610 года в составе Хвощенской волости Брянского уезда (в XVII-XIX вв. — сельцо). Бывшее владение Вепрейских, позднее — также Подлиневых, Похвисневых и др. Входила в приход села Фошни. В 1896 году была открыта земская школа.
С 1861 по 1925 в составе Фошнянской волости Брянского (с 1921 — Бежицкого) уезда; в 1925—1929 гг. в Жуковской волости (одна из крупнейших деревень волости); с 1929 в Дятьковском районе. До 1937 года и в 1949—1964 — центр Любегощенского сельсовета; в 1937—1949 в Ивотокском сельсовете, в 1964—2005 в Сельцовском сельсовете.